# Busto di Giovanni Battista Santoni
Il Busto di Giovanni Battisti Santoni è un'opera realizzata dall'artista Gian Lorenzo Bernini. Ritenuto uno dei primi lavori dell'artista, il busto è parte della tomba di Santoni, maggiordomo di Papa Sisto V dal 1590 al 1592. Il busto è stato scolpito tra il 1613 e il 1616, sebbene alcuni, incluso Filippo Baldinucci, credono sia datato al 1609, quando Bernini aveva dieci anni circa. L'opera si trova nella sua collocazione originale, la chiesa di Santa Prassede a Roma.

## Storia
Nel 1568, Santoni fu ordinato vescovo di Alife. In seguito, nel 1586, fu consacrato vescovo di Tricarico. Nel 1590, subito dopo la salita al trono papale, Papa Sisto V nominò Santoni come suo maggiordomo. Due anni dopo, Santoni morì. Nel 1610, quando fu ordinato vescovo, il nipote di Santoni commissionò il busto dello zio postumo.

## Descrizione
Il busto marmoreo a grandezza naturale è collocato all'interno di una cornice ovale con modanature manieriste e nel mezzo di un parziale frontone. La cornice ovale sovrasta un'altra cornice, più elaborata e decorata con tre cherubini, creati anch'essi dal Bernini. Questi ultimi potrebbero essere stati utilizzati come modelli per le prime statue a tema mitologico dell'artista.

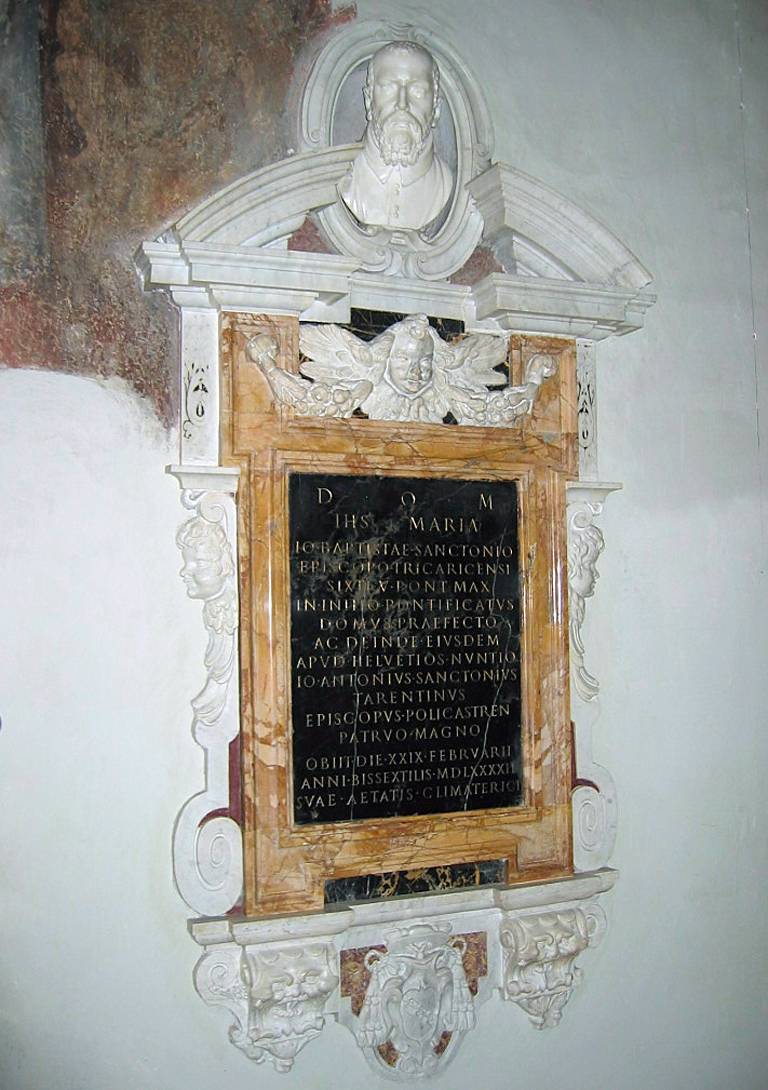
Tomba di Giovanni Battista Santoni
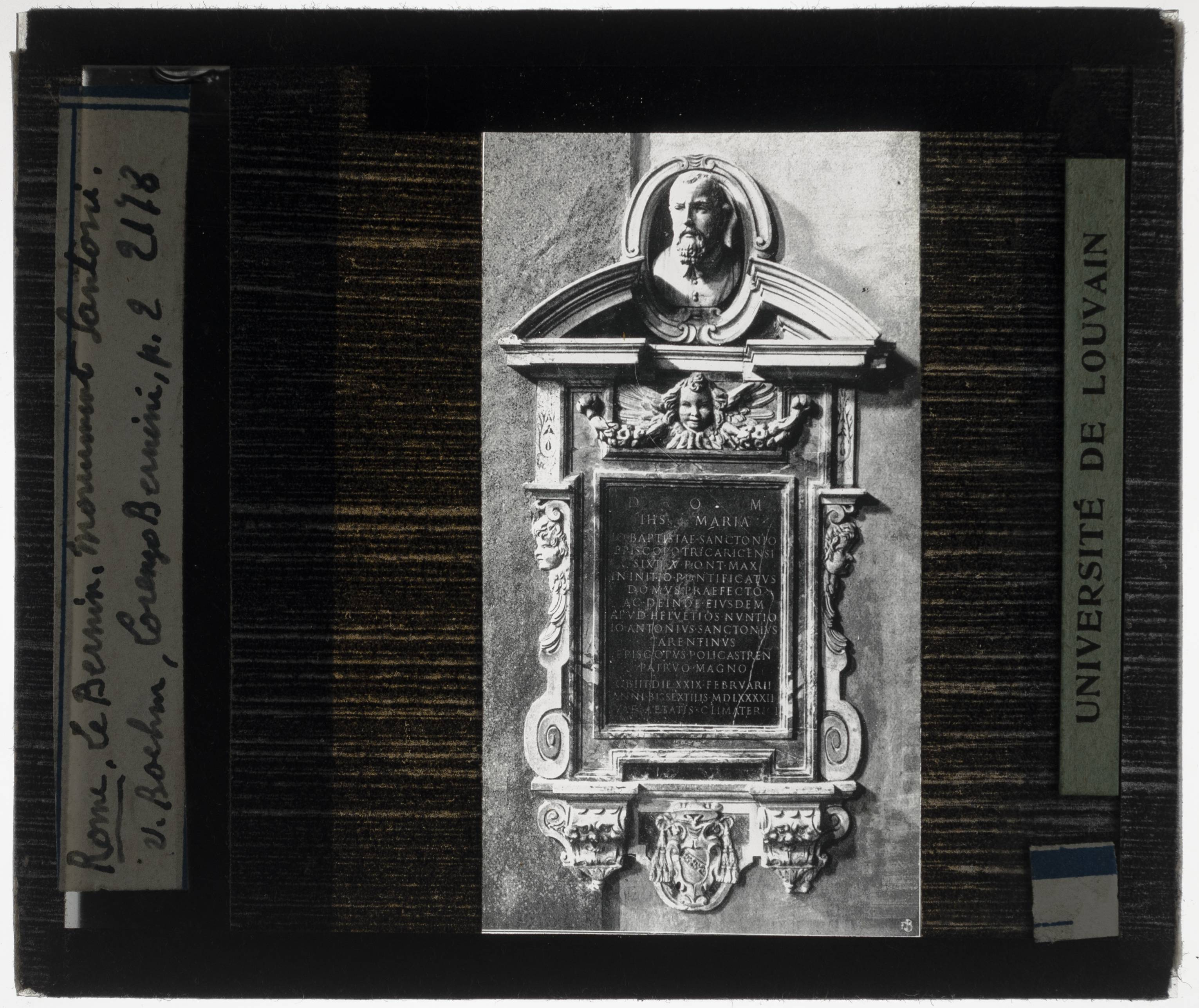
Tomba di Giovanni Battista Santoni